# Maria Sittel
Maria Sittel, Мария Ситтель, är en rysk dansare och nyhetsankare som 2007 tävlade för Ryssland i Eurovision Dance Contest.